# ISO 7001

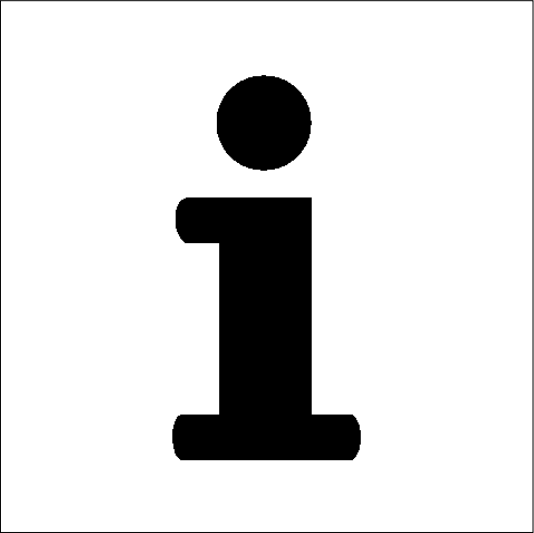
ISO 7001 - PI PF 001, Information に規定される、「案内」を表すピクトグラム

ISO 7001は、一般案内用図記号（ピクトグラム）についての国際標準化機構（ISO）の国際規格である。タイトルは"Graphical symbols -- Public information symbols"であり、日本規格協会（JSA）による邦題は「図記号－一般案内用図記号」である。2013年5月に修正表 ISO 7001:2007/Amd 1:2013 が発行され、障害者等の優先施設・優先席のピクトグラムが追加された。
ISO 7001で規定されるピクトグラムは、様々な国や文化における広範なテストの結果であり、ISOによって設定された基準を満たしたものである。ISO 7001で規定される一般案内用ピクトグラムには、トイレ、駐車場、情報案内所、アクセス方法などの国際シンボルが含まれる。
日本産業規格（JIS）では、JIS Z 8210「案内用図記号」にISO 7001およびISO 7010の内容が組み込まれている。